# Massaker von Iquique

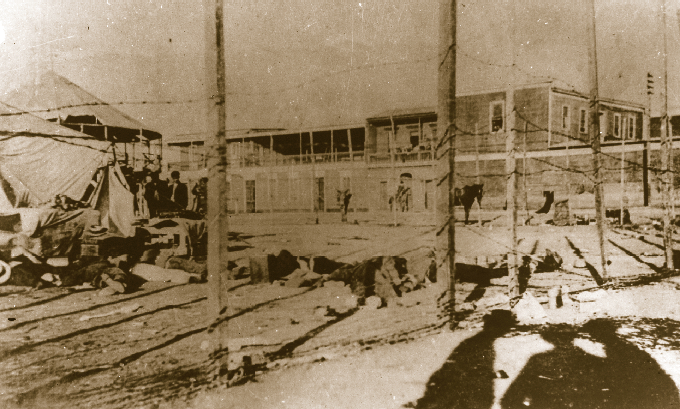
Der Platz vor der Escuela Santa María nach dem Massaker

Das Massaker von Iquique (spanisch Matanza de la Escuela Santa María de Iquique) war die Erschießung von mehreren hundert bis 3600 Streikenden und deren Familienangehörigen im Jahr 1907 in Iquique, Chile. Die Arbeiter der chilenischen Salpeterindustrie in der Region Tarapacá hatten sich für bessere Arbeits- und Lebensbedingungen eingesetzt.

## Historische Situation
Nach dem gewonnenen Salpeterkrieg (1879–1884) blühte die Salpeterindustrie im Norden Chiles auf. Es kam dabei regelmäßig zu Streiks und Protesten der sich bildenden Arbeiterbewegung. Die Arbeiter lebten in Armut; die Löhne wurden oft in Form von Gutscheinen ausbezahlt, die wiederum nur in Läden der Bergwerksgesellschaften eingelöst werden konnten. Der Peso verlor an Wert. Die Arbeitsbedingungen waren hart und gefährlich. Bei Streiks und Protesten wurden immer wieder Arbeiter getötet.

## Geschehnisse
Die Streikbewegungen des Jahres 1907 in der Region um Iquique begannen am 4. Dezember mit einer Arbeitsniederlegung von 300 Eisenbahnern der Salpetertransporte. In den weiteren Tagen folgten Hafenarbeiter und Arbeiter anderer Betriebe, am 10. Dezember die Arbeiter des Salpeterwerkes von San Lorenzo. Später wurde das Salpeterwerk Santa Lucia einbezogen, danach weitere Salpeterwerke.

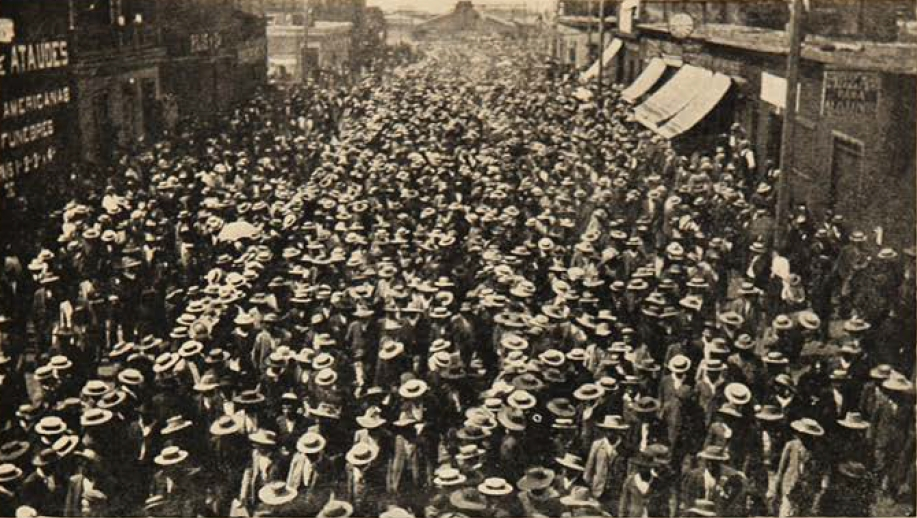
Streikende Arbeiter aus den umliegenden Gebieten ziehen in die Stadt

Forderungen der chilenischen, peruanischen und bolivianischen Arbeiter waren neben anderem eine Auszahlung der Löhne in bar, ein stabiler Reallohn, besserer Arbeitsschutz sowie Bildungsmöglichkeiten an Abendschulen. Als die Forderungen nicht positiv beantwortet wurden, zogen etwa 2000 Arbeiter nach Iquique, wo sich Vertretungen der englischen, chilenischen, deutschen, spanischen und italienischen Gesellschaften befanden, die die Rohstoffe der Region ausbeuteten. Sie erreichten die Stadt am 15. Dezember. Da die Streikenden es ablehnten, nur eine Verhandlungsdelegation da zu lassen, wurden sie in der Schule Domingo Santa Maria untergebracht. Mehrere tausend Bewohner der umliegenden Gegenden, darunter Frauen und Kinder, trafen ebenfalls in Iquique ein und unterstützten die Streikenden. In und vor der Schule hielten sich nun etwa 7000 Menschen auf.
Die chilenische Regierung von Präsident Pedro Montt ordnete an, dass die örtlichen Behörden den Belagerungszustand ausrufen sowie das Eintreffen weiterer Protestierender unterbinden sollten. Militärverbände wurden in die Stadt geschickt. Die Unternehmen weigerten sich, unter dem Druck eines Streiks zu verhandeln. Die Bemühungen des örtlichen Bürgermeisters Carlos Eastman in den Tagen des 19. bis 21. Dezember blieben daher erfolglos.
Danach wies er den General der Militärverbände Roberto Silva Renard an, die Schule zu räumen. Nach Ultimaten und dem Drohen mit dem Einsatz von zwei vor dem Areal positionierten Maschinengewehren wurde am Nachmittag des 21. Dezember das Feuer auf die Menschen eröffnet. Durch die beiden Maschinengewehre und schießende Infanterie wurden eine große Zahl Menschen getötet. Die Infanterie drang in die Schule ein und feuerte weiter, ebenso auf der Rennbahn von Iquique, wohin die Menge getrieben wurde.
Die chilenische Regierung nannte 126 Tote und 135 Verletzte. Andere Einschätzungen sprechen von mehreren hundert, 2000 und mehr und 3600 Toten.

## Erinnerung

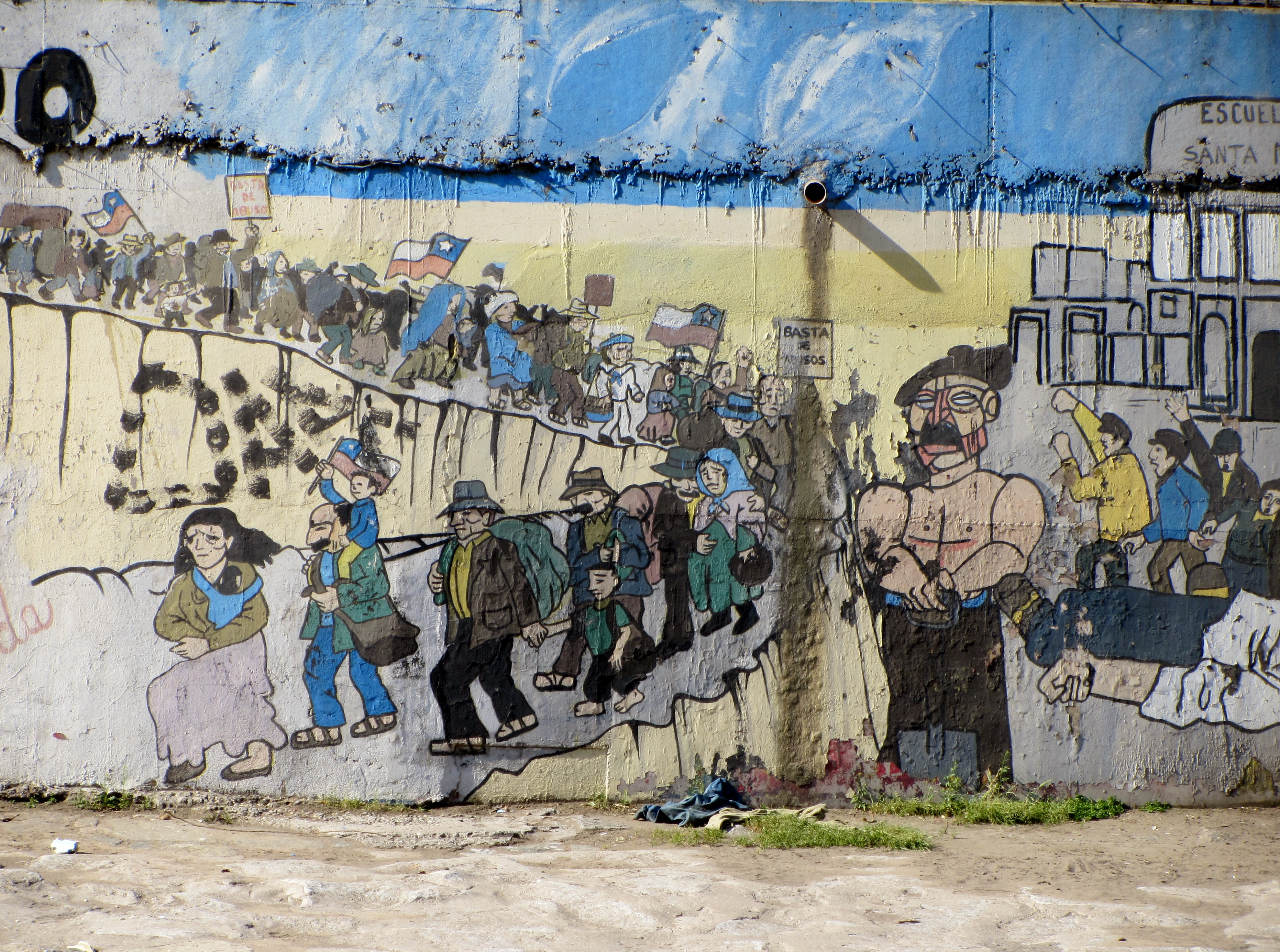
Graffito: streikende Salpeterarbeiter und ihre Familien beim Marschieren, die Escuola Santa María

Der chilenische Komponist Luis Advis verfasste 1969 die bekannte „Cantata de Santa María de Iquique“, sie wurde zuerst von der Gruppe Quilapayún aufgeführt.
Zum 100. Jahrestag des Massakers am 21. Dezember 2007 wurde ein nationales Gedenken abgehalten und in Iquique ein Gedenkort mit Informationen geschaffen.